# Blechroneromia eluta
Blechroneromia eluta är en fjärilsart som beskrevs av Louis Beethoven Prout 1925. Blechroneromia eluta ingår i släktet Blechroneromia och familjen mätare. Inga underarter finns listade i Catalogue of Life.